# All I Ever Wanted (singel Kelly Clarkson)
All I Ever Wanted – piosenka pop-rockowa stworzona i wyprodukowana przez Sama Wattersa, Louisa Biancaniello oraz Dameona Arandę na czwarty album studyjny Kelly Clarkson o tej samej nazwie (2009). Utwór wydany został jako czwarty i ostatni singel promujący album na terenie Stanów Zjednoczonych. Singel wydany został głównie w systemie airplay, nie doczekał się teledysku.